# Jerónimo Martins
Jerónimo Martins SGPS, S.A. — португальская компания, которая занимается производством и дистрибуцией товаров повседневного спроса. Ценные бумаги компании торгуются на бирже Euronext Lisbon и включены в фондовый индекс PSI-20.

## История
Первый документ, упоминающий бизнес Жерониму Мартинса, датируется 1786 годом и относится к отправке товаров в Бразилию. В 1792 году Мартинс открыл магазин в Лиссабоне на улице Руа-де-Сан-Франциско (современное название — Руа-Ивенс). В 19 веке магазин Жерониму Мартинса расширил ассортимент, предлагая импортные товары. В частности, было заключено партнерство с Александром Эркулано на эксклюзивную продажу его оливкового масла. Реклама в газете Jornal do Comércio  предлагала покупателям различные продукты, включая сыры, оливки, колбасы, сардины, шампанское, бренди и коньяк.
Магазин Жерониму Мартинса начал обслуживать посольства в Лиссабоне и корабли в реке Тежу. В 1802 году магазин переехал на улицу Руа Гаррет, где и оставался до пожара 1988 года. Несмотря на политические и социальные потрясения, включая французские вторжения и отъезд королевской семьи в Бразилию, магазин Жерониму Мартинса продолжал обслуживать лиссабонскую элиту. Внук основателя, Жуан Антониу Мартинс, получил статус официального поставщика Королевского двора от короля-регента Фернанду II.
В 1918 году, несмотря на свою репутацию, компания Jerónimo Martins пострадала от последствий Первой мировой войны и последовавшего экономического кризиса в Португалии, что привело ко второму банкротству в её истории.
В 1921 году Франсишку Мануэл душ Сантуш и Элизиу Перейра ду Вале, два торговца из Порту, приобрели компанию Jerónimo Martins, несмотря на её значительные долги. Душ Сантуш взял кредит в 5000 эскудо под залог "трудолюбия и честности".
В 1926 году, когда в Португалии установилась военная диктатура, Франсиско Мануэль душ Сантуш и Элизиу Перейра ду Вале стали представителями марки маргарина Cowherd-Vaqueiro компании Unilever. В период между войнами, на фоне экономического и социального кризиса, маргарин стал важным продуктом в португальских домах, заменив масло.
В 1938 году Jerónimo Martins расширила свою деятельность, начав производство продуктов питания со строительства завода FIMA (Fábrica Imperial de Margarina). Однако в 1946 году пожар полностью уничтожил фабрику.
В 1949 году Jerónimo Martins создала совместное предприятие с Unilever для производства маргарина и моющих средств в Португалии.  Это партнерство позволило построить новую фабрику, оснащенную передовыми технологиями. В 1950 году было основано предприятие Indústria Lever Portuguesa для производства мыла и косметики. Позднее соглашение между двумя компаниями было расширено и на IGLO-Olá. Элизиу Александер душ Сантуш был идейным вдохновителем этого проекта. Его вклад был отмечен посмертным награждением Орденом за Промышленные Заслуги в 1968 году.
Jerónimo Martins относительно благополучно пережила турбулентный период Революции гвоздик 1974 года. Благодаря семейной структуре и тесной связи с сотрудниками, а также тому, что руководство осталось в стране, компания сохранилась в период революционных волнений.
В 1980 году открылся первый магазин Pingo Doce на проспекте Соединенных Штатов Америки в Лиссабоне. Этот, тогда еще называемый "суперете", был вдохновлен традиционным рынком. Три года спустя в Ребелве, Кашкайш, открылся первый супермаркет Pingo Doce, современный магазин с концепцией, похожей на ту, что используется сегодня. 42 года спустя сеть Pingo Doce насчитывает 465 магазинов и является лидером рынка супермаркетов в Португалии. Это реализовало видение Александре Соареша душ Сантуш о возвращении Jerónimo Martins к истокам своего бизнеса: розничной торговле.
В 1985 году Jerónimo Martins устанавливает стратегическое партнерство с Delhaize Le Lion для развития Pingo Doce. В том же году компания принимает холдинговую структуру и название Estabelecimentos Jerónimo Martins & Filho – Administração e Participações Financeiras. Также создается Jerónimo Martins Distribuição, представляющая на португальском рынке такие бренды, как Heinz, Kellogg's и парфюмерию Calvin Klein.
В 1987 году Pingo Doce приобретает 16 магазинов Pão de Açúcar.  Сделка, стоимостью около 22,5 миллионов евро, делает Pingo Doce крупнейшей сетью супермаркетов в стране. В том же году компания открывает свой сотый магазин.
В 1988 году Jerónimo Martins приобретает 60% Recheio, войдя в оптовый сектор с пятью магазинами cash & carry. В настоящее время компания имеет 39 магазинов и четыре платформы и является лидером в своем секторе. 
В 1989 году Jerónimo Martins выходит на Лиссабонскую фондовую биржу. Семья Соареш душ Сантуш выкупает оставшиеся акции у наследников Элизиу Перейры ду Вале и получает полный контроль над Jerónimo Martins Group. Через несколько месяцев проводится IPO, в ходе которого на рынок размещается 25% акционерного капитала Группы. Акции допускаются к торгам на Лиссабонской фондовой бирже, а Sociedade Francisco Manuel dos Santos, основанная в 1940 году для управления семейными активами, сохраняет контроль над компанией.  Менее чем через пять лет, в 1994 году, Jerónimo Martins входит в PSI-20, индекс крупнейших компаний Лиссабонской фондовой биржи. Также в 1989 году принадлежащая Jerónimo Martins компания FIMA приобретает Vitor Guedes, производителя оливкового масла Azeite Gallo, занимающего почти 20% португальского рынка. Jerónimo Martins Group приобретает оставшиеся 40% Recheio, становясь единственным акционером.

## Структура
Компании принадлежит большая часть розничной фирмы Jerónimo Martins Retail (JMR), которая оперирует сетями португальских супер- и гипермаркетов Pingo Doce и Feira Nova. JMR было создано в 1992 году в качестве совместного предприятия с нидерландской компанией Ahold N.V., которой отошло 49 % акций. В ноябре 2006 года нидерландский партнёр объявил о намерении продать свою долю, однако, по состоянию на 2009 год, покупателя так и не нашлось.
Также в активе Jerónimo Martins находятся 45 % акций совместного предприятия с Unilever, продукцию которой компания производит по лицензии. Кроме того, Jerónimo Martins владеет сетью магазинов Recheio формата Cash&Carry.
В 1998 году компания выкупила сеть польских супермаркетов Biedronka и теперь активно её развивает. За три последующих года было открыто 385 новых магазинов. В 2008 году Jerónimo Martins поглотил 120 магазинов немецкой сети Plus, которые затем подверглись ребрендингу под марку Biedronka.
К 2012 году Jerónimo Martins планировала выйти на новые рынки розничной торговли в Украине, в России или Румынии.